# Citheronia splendens
Citheronia splendens (tên tiếng Anh: Splendid Royal Moth) là một loài bướm đêm thuộc họ Saturniidae. Nó được tìm thấy ở miền nam Arizona phía nam vào tới miền trung và tây nam México.

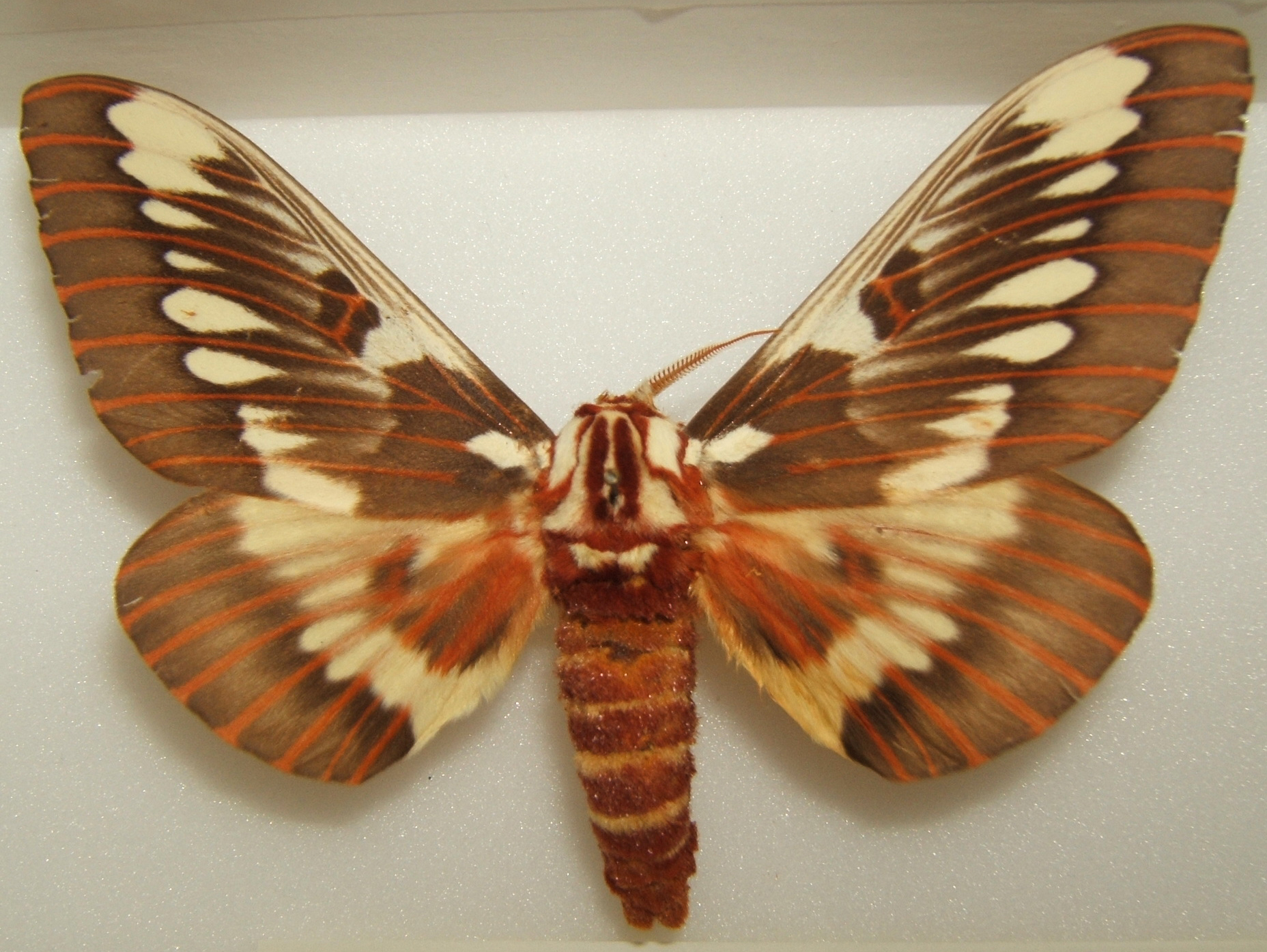
Citheronia splendens sinaloensis

The wingspan 106–150 mm. Con trưởng thành bay từ tháng 7 đến tháng 8.
Ấu trùng ăn Gossypium thurberi, Rhus trilobata, Arctostaphylos pungens và Rhus choriophylla.

## Phụ loài
- Citheronia splendens splendens (Jalisco, México, Guerrero và Chiapas)
- Citheronia splendens sinaloensis (miền trung và tây bắc Mexico, tây nam Arizona)
- ?Citheronia splendens queretana (Mexico)